# Claude McKay

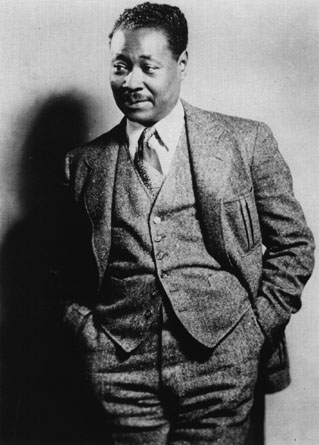
Claude McKay

Festus Claudius „Claude“ McKay (* 15. September 1889 in Sunny Ville, Clarendon, Jamaika; † 22. Mai 1948 in Chicago, USA) war ein jamaikanischer Dichter und Romanautor. Er war einer der frühesten Vertreter der Harlem Renaissance.

## Leben
McKay war das jüngste Kind einer kinderreichen Familie, sein Vater war ein relativ wohlhabender Landbesitzer, eine Ausnahme unter den dunkelhäutigen Farbigen, von denen kaum einer wie McKays Vater genug besaß, um wählen zu dürfen. Die Familie legte Wert auf Bildung und die literarischen Ambitionen von Claude McKay wurden auch von Walter Jekyll, einem englischen Siedler, unterstützt. Er half bei der Veröffentlichung eines ersten Gedichtbandes Songs of Jamaica (1912). Diese fünfzig Gedichte waren auch die ersten gedruckten Gedichte in jamaikanischem Patois, in der Sprache der armen Bevölkerung der Insel. McKays Constab Ballads aus demselben Jahr berichteten von Erfahrungen als Polizist.
1912 verließ er die Insel, um in Charleston, South Carolina das Tuskegee Institute Booker T. Washingtons zu besuchen. Später wechselte er an die Kansas State College, wo er sich erstmals politisch engagierte. 1914 brach er sein Studium ab. Er zog nach New York, nach Harlem und eröffnete ein Restaurant und heiratete seine Jugendliebe Eulalie Imelda Lewars. Ehe und Geschäft scheiterten und seine Frau ging nach Jamaika zurück. McKay konnte 1917 die Gedichte The Harlem Dancer und Invocation veröffentlichen. Frank Harris, der Herausgeber der amerikanischen Ausgabe von Pearson’s Magazine und Max Eastman von The Liberator wurden auf ihn aufmerksam. Pearson’s veröffentlichte 1918 fünf seiner Gedichte, der Liberator 1919 zuerst The Dominant White und später sieben weitere Gedichte. Seine militanten Gedichte wie If We Must Die (1919) fanden trotz ihrer Sonett-Form die Anerkennung der führenden Dichter der Harlem Renaissance, etwa von Langston Hughes und Countee Cullen.
1919–20 lebte er in London, las Karl Marx und arbeitete bald für die sozialistische Zeitung Workers' Dreadnought von Sylvia Pankhurst. Er lernte Francine Budgen kennen. Die erste Fassung des Gedichtbandes Spring in New Hampshire erschien (1920). 1922 erschien eine ausführlichere Ausgabe in den USA und auch sein wohl wichtigster Gedichtband, Harlem Shadows. 1921–22 war er einer der Herausgeber des Liberator. Im November 1922 hielt er eine Rede auf dem Vierten Kongress der Dritten Internationale in Moskau. Er sprach mit Leo Trotzki und lernte Nikolai Bucharin und Karl Radek kennen. Er blieb sechs weitere Monate in Russland. In der Sowjetunion erschienen die Essays The Negroes in America (1923) und die propagandistischen Kurzgeschichten Trial by Lynching (1925). Im Mai reise er über Hamburg nach Berlin, wo er mit Marsden Hartley Georg Grosz besuchte. Er traf die Autoren Pierre Loving und Josephine Herbst und lernte den Philosophen der Harlem Renaissance, Alain Locke, kennen. McKay zog im Oktober weiter nach Paris, im Frühjahr 1924 lebte er im Süden, in La Ciott und Toulon, dank der Hilfe von Louise Bryant.
1925 stellte er seinen ersten Roman, Color Scheme, fertig, der sich aber nicht veröffentlichen ließ. 1926–27 lebte er in Marseille. Sein Roman Home to Harlem erschien 1928 bei Harper in New York und wurde ein Bestseller. Von 1930 bis Ende 1933 lebte er in Marokko. Anfang 1934 kehrte er nach New York zurück.
Seine Autobiographie A Long Way from Home erschien 1937; ein zweiter Band My Green Hills of Jamaica erst 1979. Harlem: Negro Metropolis kam 1940 ohne Beachtung zu finden heraus. Im selben Jahr wurde er US-Amerikaner. 1944 trat er zum römisch-katholischen Bekenntnis über. Er zog nach Chicago und starb dort im Jahr 1948 an Herzversagen.
Sein bekanntester Roman ist Home To Harlem (1928) der den Harmon Gold Award for Literature gewann. Später folgten Banjo: A Story without a Plot (1929) und Banana Bottom (1933), die Kurzgeschichtensammlung Gingertown (1932), sowie die autobiografischen Werke Long Way from Home (1937) und Negro Metropolis (1940). Wichtigstes Thema ist das Leben der armen Bevölkerung auf Jamaika und in New York sowie seine eigenen Erfahrungen mit Diskriminierung und Armut.

## Werke
Übersetzung auf Deutsch:
- Hanna Meuter: „Amerika singe auch ich“. Dichtungen amerikanischer Neger. Zweisprachig. Hg. und Übers. zus. mit Paul Therstappen. Wolfgang Jess, Dresden 1932. Mit Kurzbiographien. (Reihe: Der neue Neger. Die Stimme des erwachenden Afro-Amerika, Band 1.) Neuausgabe ebd. 1959, S. 72–75 (Gedicht: „Negro Dancers“) und Einleitung.
- Banana Bottom. Aus dem Amerikanischen von Heddi Feilhauer. Ebersbach & Simon, Berlin 2022, ISBN 978-3-86915-272-1.